# Адрія
Адрія (італ. Adria, вен. Adria) — муніципалітет в Італії, у регіоні Венето, провінція Ровіго. Щорічний фестиваль відбувається 26 листопада. Покровитель — San Bellino. Населення — 19 962 особи (2014).

## Географія
Адрія розташована на відстані близько 360 км на північ від Рима, 50 км на південний захід від Венеції, 21 км на схід від Ровіго.

## Демографія
Населення за роками:

Станом на 1 січня 2023 року в муніципалітеті офіційно проживало 1427 іноземців з 61 країни, серед них 441 громадянин країн Євросоюзу та 72 громадяни України.

## Релігія
- Центр Адріє-Ровігської діоцезії Католицької церкви.

## Сусідні муніципалітети
- Каварцере
- Череньяно
- Корбола
- Гавелло
- Лорео
- Папоцце
- Петторацца-Гримані
- Сан-Мартіно-ді-Венецце
- Тальйо-ді-По
- Вілладозе
- Вілланова-Маркезана

## Спорт
Неподалік від міста розташований автодром Адрія.